# Walt Disney's Comics and Stories
Walt Disney's Comics and Stories è una testata a fumetti pubblicata negli Stati Uniti dal 1940 al 2020.

## Storia editoriale
Il precursore di WDC era il Mickey Mouse Magazine, pubblicato dal 1933 al 1940. Nel 1940 il Mickey Mouse Magazine si trasformò in Walt Disney's Comics and Stories, ripartendo dal primo numero; le storie a puntate ancora in corso nell'ultimo numero del precursore furono completate nel primo numero della nuova testata. Il nome della testata è giustificato dal fatto che conteneva sia fumetti (Comics) che racconti in testo illustrati (Stories), anche se i primi nel giro di breve tempo presero il sopravvento sui secondi. Il primo numero di WDC esce nell'ottobre 1940; la testata inizialmente conteneva solo ristampe di storie sindacate disney (strisce giornaliere e tavole domenicali di Topolino, Paperino e delle Sinfonie Allegre) rimontate, ma successivamente cominciò a pubblicare storie inedite prodotte appositamente per la testata. La prima storia originale appositamente creata per WDC fu un adattamento di The Flying Gauchito disegnata da Walt Kelly e pubblicata nel numero 24 dell'agosto 1942. Le ten pagers (brevi di 10 pagine) di Paperino sceneggiate e disegnate da Carl Barks debuttarono nel numero 31 dell'aprile 1943. Nel giro di pochi anni le storie realizzate appositamente per la testata presero il sopravvento sulle ristampe di storie sindacate, e a partire dal numero 101 (1949) anche le storie a strisce di Topolino di Gottfredson lasciarono il posto a storie di Topolino autoprodotte, dapprima remake (ridisegnati prevalentemente da Bill Wright) delle stesse storie di Gottfredson, successivamente storie completamente inedite (disegnate prevalentemente da Paul Murry, spesso su testi di Carl Fallberg). Nel suo periodo di massimo splendore (anni '40-60), quando la sua tiratura raggiungeva i tre milioni di copie, l'albo presentava in apertura una storia di 10 pagine con protagonista Paperino, realizzata da Carl Barks, nella parte centrale varie storielle su personaggi minori (Fratel Coniglietto, Buci, Lupetto ecc.) e in chiusura una storia lunga pubblicata a puntate con protagonista Topolino.
Fino al 1984 la testata fu pubblicata dalla Western Publishing. Nel primo decennio di pubblicazione, la numerazione non era del tutto progressiva ma teneva conto di due numeri, il volume e il fascicolo; ogni volume comprendeva dodici fascicoli, e la numerazione del fascicolo poteva andare da 1 a 12, ripartendo da uno all'inizio del volume successivo. Ad esempio il numero 12 ufficialmente era il dodicesimo fascicolo del primo volume; il numero successivo non recava in copertina il numero 13, bensì la scritta "Vol. 2, No. 1" (primo fascicolo del secondo volume). La suddivisione in volumi fu eliminata a partire dal numero 124 del gennaio 1951, che recava in copertina la scritta "No. 124"; il numero precedente non recava in copertina la scritta "No. 123" bensì "Vol. 11, No. 3". Inizialmente la testata consisteva in 64 pagine di fumetti e di racconti illustrati, successivamente, a partire dal dicembre 1943, avvenne una riduzione progressiva della foliazione, a scapito soprattutto dello spazio riservato ai racconti illustrati in testo; dal numero 39 (dicembre 1943) al 42 (marzo 1944) la foliazione passò così da 64 a 56 pagine, per poi ridursi ulteriormente a 48 a partire dal numero 43 (aprile 1944); il numero di pagine rimase 48 fino al numero 134 del novembre 1951, per poi passare a 32 a partire dal numero successivo riducendo drasticamente lo spazio riservato alla pubblicazione delle strisce giornaliere di Paperino.
In seguito all'abbandono del mercato dei fumetti della Western Publishing, avvenuto nel 1984, la testata è passata sotto le gestioni Gladstone (1986-1990 e 1993-1998), Disney Comics (1990-1993), Gemstone (2003-2008) e Boom Kids (2009-2011). Nell'ultimo numero della gestione Western (n. 510 del marzo 1984) la testata pubblicò per la prima volta una storia importata dall'estero, di produzione danese. Sotto le gestioni successive, fino almeno al 2008, la testata pubblicò diverse storie di produzione danese e olandese, oltre alle ristampe di materiale classico (come le storie di Barks, Gottfredson e Murry), e solo raramente storie italiane (per lo più realizzate da Romano Scarpa), penalizzate dalla loro eccessiva lunghezza, inadatta a una testata antologica composta per lo più da storie brevi. A partire dal numero 601 del febbraio 1996 la testata passò al formato prestige aumentando la foliazione a 64 pagine, a cui corrispose un aumento del prezzo a 7,99 $; il formato prestige fu mantenuto fino al numero 698 del novembre 2008, l'ultimo della gestione Gemstone. L'aumento considerevole della foliazione da 32 a 64 pagine permise alla testata di pubblicare saltuariamente delle storie italiane, che esordirono nel numero 666 del 2006, che pubblicò la celebre L'inferno di Topolino (Mickey's Inferno). Successivamente la Gemstone pubblicò sulla testata solo due storie italiane, entrambe di Romano Scarpa, Topolino e il campionissimo (n. 681 del 2007) e Topolino e Bip-Bip alle sorgenti mongole (numeri 695 e 696 del 2008). Alla fine del 2008 la Gemstone cessò di stampare fumetti Disney, e dunque la testata fu costretta a chiudere per alcuni mesi.
Nell'estate 2009, tuttavia, la Boom Kids acquistò i diritti di pubblicazione delle testate disney negli USA e riesumò la testata. Il primo numero della testata sotto la gestione Boom Kids fu il #699 del settembre 2009. Sotto la gestione Boom la testata è formata da 24 pagine e costa 2.99 $. Le storie erano successivamente ristampate in volumi trade paperback (TPB) che raccoglievano ciascuno quattro numeri della testata. Il primo volume (#699-702) contiene la prima parte della saga italiana Ultraheroes (TL 2726-2734, 2008). Nel gennaio 2010, tuttavia, Ultraheroes viene spostato sulla nuova testata Disney's hero squad. A partire dal mese successivo e per tutto il 2010 (#703-714), WDC ha pubblicato quattro storie di produzione italiana realizzate da Casty. Oltre a questo ha pubblicato come storie secondarie (back up stories) due storie italiane suddivise in quattro parti, tre storie brevi statunitensi e una breve brasiliana. La testata contiene anche un angolo della posta all'ultima pagina.
A partire dal gennaio 2011, per celebrare il 70º anniversario della testata, le storie a fumetti "classiche" ritornano ad essere pubblicate sulla testata (l'iniziativa si chiama "Classics are back at Boom"). Tornano ora ad essere pubblicate storie di Barks, Van Horn, Jippes e altri valenti artisti Egmont. Il primo numero del nuovo corso ha una lunghezza di 40 pagine in luogo delle abituali 24. Ritornano ad essere 24 dal numero successivo.
Il #720 del giugno 2011, però, è stato per quattro anni l'ultimo della testata: infatti la Boom Kids (dal 2011 Kaboom) ha chiuso tutte le testate disney classiche a giugno, mentre ha cessato di pubblicare del tutto i fumetti disney (inclusi quelli Disney Afternoon) nell'ottobre 2011.
I diritti per le pubblicazioni Disney sono stati acquisiti nel 2015 da IDW Publishing, che nel luglio 2015 ha riaperto la collana, che ha ora un formato di 40 pagine, ad eccezione del numero 721 che, per celebrare la riapertura della collana, ne ha 48. Sotto la gestione IDW le storie vengono successivamente ristampate in volumi TPB (trade paperback) che raccolgono ciascuno due, tre o quattro numeri della testata. Tuttavia le storie pubblicate nei numeri 721-732 furono ristampate secondo un criterio diverso, avendo la casa editrice stabilito di ristampare la saga della ricerca della pietra zodiacale in un volume a parte (invece di frammentarla in quattro volumi trade paperback insieme alle brevi pubblicate nei primi dodici numeri), per cui le storie residue pubblicate nei numeri 721-732 non furono ristampate nei regolari TPB ma in volumi speciali insieme ad altre storie. I primi dodici numeri della gestione IDW contengono come storia principale la storia italiana in dodici puntate Alla ricerca della pietra zodiacale (1990), sceneggiata da Bruno Sarda e disegnata da Massimo De Vita e Franco Valussi e nota come la storia a fumetti disney più lunga. Come storie secondarie sono state pubblicate alcune brevi olandesi di Paperino e dei paperi in generale realizzate da Milton e Jippes, e alcune storie con i personaggi secondari degli altri universi disney (come Lupetto). Le grandi assenti, per quanto riguarda i primi mesi della nuova gestione della testata, sono le storie della Egmont, che, sotto le gestioni Gladstone, Disney e Gemstone, erano le più esportate. In particolare risaltò almeno inizialmente l'assenza delle brevi storie di Paperino realizzate da William Van Horn per la Egmont, che sotto gli editori precedenti avevano costituito uno dei punti di forza della testata. Successivamente, a partire dal numero 724, ritornarono ad essere pubblicate saltuariamente proprio le storie Egmont. Si dovette però attendere il numero 728 per la pubblicazione di una storia di William Van Horn. Come brevi vengono pubblicate anche alcune ristampe di storie della Western Publishing nonché dello Studio Disney. 
Con il termine della saga Alla ricerca della pietra zodiacale, Walt Disney's Comics and Stories ha pubblicato storie di breve o media durata, non a puntate. Dopo il n° 733 di luglio 2016, che ha pubblicato la storia di Casty Topolino e la rivolta delle didascalie, e una breve di William Van Horn, la testata diventa bimestrale, cominciando ad alternarsi con la nuova testata bimestrale Duck Avenger (che pubblicava per la prima volta negli USA le storie tratte dalla testata italiana Paperinik New Adventures, venendo tuttavia cancellata dopo appena sei numeri), presumibilmente per via delle basse vendite. Con il numero 737, pubblicato nel marzo 2017, la foliazione viene ridotta a 32 pagine, a causa dell'aumento del costo della carta. Tuttavia, la riduzione del numero di pagine dura solo due numeri, in quanto, già con il numero 739 in uscita nel luglio 2017, la testata diventa un trimestrale di 48 pagine, alternandosi con la nuova testata Donald and Mickey (una sorta di fusione delle testate chiuse Donald Duck e Mickey Mouse, anch'essa trimestrale). Il nuovo corso della testata è caratterizzato dalla presenza in ogni numero di una storia lunga (tendenzialmente tra le 30 e le 40 pagine) con Paperino o Topolino e una o più brevi riguardanti i personaggi minori. 
Nel corso del 2018 si sono avuti alcuni ritardi che hanno fatto slittare di diversi mesi l'uscita di molti numeri delle testate Disney della IDW. A partire dal numero 744 (settembre 2018) WDC cambia titolo (Disney Comics and Stories) e riparte dal numero 1 (probabilmente nel tentativo di risollevarne le vendite spacciando la testata per "nuova"), pur conservando la numerazione "legacy" ("eredità") che tiene conto anche dei 743 numeri precedenti. Dunque la testata presenterà una doppia numerazione, anche se la numerazione "legacy" è riportata soltanto in piccolo nella pagina del sommario. Con la soppressione di Donald and Mickey, Disney Comics and Stories diventa grossomodo bimestrale. Le traduzioni vengono affidate a Erin Brady, che, rispetto al precedente team di traduttori (che adattava liberamente i dialoghi localizzandoli e adeguandoli ai gusti e alle sensibilità dei lettori statunitensi), traduce letteralmente i dialoghi originali. La testata, salvo rarissime eccezioni, pubblica soltanto storie italiane molto recenti. A partire dal numero 5 (748 secondo la numerazione "legacy") la testata torna a essere mensile. Non escono nuovi numeri della testata dal luglio 2020, data della pubblicazione del numero 13 (756 secondo la numerazione "legacy").

## Editori
- Western Publishing (1940-1984)
- Gladstone (1986-1990 e 1993-1998)
- Disney Comics (1990-1993)
- Gemstone (2003-2008)
- Boom Kids (2009-2011)
- IDW Publishing (dal 2015)